# Orešje (Sveta Nedelja)
 Orešje  falu Horvátországban Zágráb megyében. Közigazgatásilag Sveta Nedeljához tartozik.

## Fekvése
Zágráb központjától 14 km-re nyugatra, községközpontjától 3 km-re északkeletre, az A2-es éd az A3-as autópálya között fekszik. 

## Története
A településnek 1857-ben 153,  1910-ben 373 lakosa volt. Trianon előtt Zágráb vármegye Szamobori járásához tartozott. 2011-ben a falunak 1038 lakosa volt.

## Lakosság
| Lakosság változása | Lakosság változása | Lakosság változása | Lakosság változása | Lakosság változása | Lakosság változása | Lakosság változása | Lakosság változása | Lakosság változása | Lakosság változása | Lakosság változása | Lakosság változása | Lakosság változása | Lakosság változása | Lakosság változása | Lakosság változása |
| ------------------ | ------------------ | ------------------ | ------------------ | ------------------ | ------------------ | ------------------ | ------------------ | ------------------ | ------------------ | ------------------ | ------------------ | ------------------ | ------------------ | ------------------ | ------------------ |
| 1857               | 1869               | 1880               | 1890               | 1900               | 1910               | 1921               | 1931               | 1948               | 1953               | 1961               | 1971               | 1981               | 1991               | 2001               | 2011               |
| 153                | 186                | 216                | 303                | 475                | 373                | 388                | 477                | 511                | 541                | 578                | 586                | 727                | 857                | 958                | 1038               |

## Nevezetességei
A falutól keletre fekvő Orešjei-tó a horgászok kedvelt pihenőhelye.

## Külső hivatkozások
- Sveta Nedelja weboldala
- Sveta Nedelja turisztikai egyesületének honlapja